# هضبات (الباب)
هضبات  قرية سوريّة تتبع إداريّاً لمحافظة حلب منطقة الباب ناحية الراعي، بلغ تعداد سكانها 387 نسمة حسب التعداد السكاني لعام 2004.